# 村橋ステム
村橋 ステム（むらはし ステム、1990年1月11日 - ）は、日本のピン芸人。本名：村橋亮。兵庫県尼崎市出身。
事務所に所属せずフリーとして活動している。血液型AB型、身長172cm、体重55kg。芸名は村橋亮→村橋ノルモレスト→村橋茎を経て、2008年10月から現在の芸名となった。芸名の由来はビシバシステム。また、外見が細身であることから植物の茎の英名をとって「ステム」とした。高校在学中の2006年1月22日に初舞台を踏む。放送芸術学院専門学校バラエティタレント科卒業。趣味・特技はギター、ベース、似顔絵、麻雀、サウナ巡り。好きな酒はウィスキー、麦焼酎。煙草はハイライトメンソール。好物はザーサイ、蕎麦、横綱あられ、牛ホルモン。テクノ好きを公言しており、特に大ファンであるPOLYSICSや電気グルーヴはネタのモチーフとしてたびたび登場する。

## 芸風
主にコント、漫談、フリップネタ、替え歌ネタ、楽器・ポータブルスピーカーを使用した音ネタなど。モノマネのレパートリーは中島らも、ビートたけし、大槻ケンヂ、稲川淳二、所ジョージ、カンパニー松尾、井上陽水、峯田和伸 など。出囃子はアーバンギャルド『傷だらけのマリア』。

## 出演

### テレビ番組
- 爆笑オンエアバトルFオンライン(NHK福岡、2021年3月26日※九州沖縄地方)  - 334KB、8位オンエア
- 15ビョーーーン#1(テレビ東京、2021年10月30日) - 「本人が怒るかもしれないモノマネ部門」“寝起きのあいみょん”でオンエア
- ザ・ノンフィクション（フジテレビ、2025年5月11日）「これでしか生きられない僕たちは～インディーズ芸人物語～」

### ネット番組
- 60秒エピソードバトル15 Bブロック（ニコニコチャンネル内『よしよし動画』、2008年2月28日） - 村橋茎時代
- あなたの魂、おろしまSHOW（FC2動画、2017年2月15日・3月15日・6月21日・8月23日） - ライブ配信、現在有料でアーカイブ視聴可能
- スピードワゴンの月曜The NIGHT（AbemaTV、2018年5月21日）

### ラジオ
- 村橋ステムのポッドキャスト(仮)（Seesaaブログ、2017年2月 - ） - 現在はYoutubeで毎週月曜更新
- 金属バットのラジオバンダリー（Youtube、第217回・第243回） - ゲスト出演
- 広めるラジオ（白鯨ラジオもっこもこチャンネル、第198回） - ゲスト出演
- 日本クレール 日本帝国放送（Seesaaブログ、2014年11月9日：第126回） - ゲスト出演
- LINDA!〜今夜はあなたをねらい撃ち〜（TBSラジオ、2013年2月13日） - 電話出演
- 週刊ヤングフライデー（MBSラジオ、2019年6月21日） - ヤングスネーク杯への道  コーナー出演
- お笑いライブハウス『楽屋A』ラジオ選抜芸人の逆襲（MBSラジオ、2022年6月26日） - コーナー出演

## 賞レースなどの出場・実績
- 2006年 - 第6回新人お笑い尼崎大賞予選 出場
- 2007年 - 転脳児杯本戦 優勝
- 2008年 - R-1ぐらんぷり 一回戦出場
- 2009年 - R-1ぐらんぷり 一回戦出場
- 2010年 - R-1ぐらんぷり 一回戦出場
- 2011年
  - R-1ぐらんぷり 一回戦出場
  - キングオブコント 一回戦出場（松田グランギニョルとのユニット「泉州にぎわいクラブ」で出場）
- 2012年 - R-1ぐらんぷり 二回戦進出
- 2013年 - R-1ぐらんぷり 二回戦進出
- 2014年 - R-1ぐらんぷり 一回戦出場
- 2015年 - R-1ぐらんぷり 三回戦進出
- 2016年
  - R-1ぐらんぷり 二回戦進出
  - ダイナマイト関西オープントーナメント大会 プレ予選 準優勝
- 2017年
  - R-1ぐらんぷり 一回戦出場
  - THE VERY BEST OF FREE　決勝戦進出
- 2018年
  - R-1ぐらんぷり 三回戦進出
  - THE VERY BEST OF FREE　一回戦出場
- 2019年
  - R-1ぐらんぷり 準々決勝進出
- 2020年
  - R-1ぐらんぷり 三回戦進出
- 2022年
  - アメ天お笑いグランプリ　優勝
- 2023年
  - R-1グランプリ 二回戦進出

- 2024年
  - R-1グランプリ 三回戦進出

## ライブ

### 単独ライブなど
- 村橋ステム第一回単独公演　『私ステム』（2010年12月25日、大阪・ライブシアターなんば白鯨）
- 村橋ステム第二回単独公演　『オオモウケ・ヴァガボンド』（2012年5月2日、大阪・十三シアターセブンBOX1）
- 村橋ステム第2.5回単独公演 『サブカルA級戦犯』（2012年12月24日、道頓堀ZAZA POCKET’S）
- 村橋ステムスピンオフ単独公演　『村橋ステムのシャンソンの夕べ』（2013年3月25日、大阪・ライブシアターなんば白鯨）
- 村橋ステム第三回単独公演　『奇声のような喝采』（2013年5月10日、大阪・十三シアターセブンBOX１）
- 村橋ステム第四回単独公演　『ムズカル苦脳アワー!!』（2014年12月14日、大阪・ライブシアターなんば紅鶴）
- 村橋ステム第五回単独公演　『爆裂サルティンバンコ』（2015年12月24日、大阪・ライブシアターなんば紅鶴）
- 村橋ステム第六回単独公演　『ニホンオオヨゴレの生態』（2016年12月9日、大阪・ライブシアターなんば紅鶴）
- 村橋ステム第七回単独公演　『恐怖スカタン満漢全席』（2017年12月8日、大阪・ライブシアターなんば紅鶴）
- 村橋ステム第八回単独公演　『第432回 逆流嘔吐マティック名人会』（2018年12月14日、大阪・ライブシアターなんば紅鶴）
- 村橋ステム第九回単独公演　『ウルトラのワンマン』（2019年12月6日、大阪・ライブシアターなんば紅鶴）
- 村橋ステム第十回単独公演　『おろろろかVS手島愚』（2020年12月24日、大阪・ライブシアターなんば紅鶴）
- 村橋ステム第十一回単独公演『いやがらせ2021』（2021年12月5日、　大阪・ライブシアターなんば紅鶴）
- 村橋ステム15周年ライブ　　『くじら歯茎と呼ばれて』(2021年3月28日、大阪・大阪市立中央会館)
- 村橋ステム第十二回単独公演『倫理なきお笑い【大阪百連発編】【東京傑作編】』（2022年12月4日、大阪・ライブシアターなんば紅鶴／12月11日、東京・しもきたドーン）
- 村橋ステム第十三回単独公演『プラテーン 〜東京小柱かき揚げ編〜／～大阪紅しょうが編～ 』（2023年12月3日、東京・なかの芸能小劇場／12月9日、大阪・ライブシアターなんば紅鶴）
- 村橋ステム第十四回単独公演『南４局 』（2024年12月7日、大阪・ライブシアターなんば紅鶴）

### 主な出演ライブ
- ヤバメンツオブザピーポー（2013年から主催。2ヶ月に一度ライブシアターなんば紅鶴で開催）
- ヤバメンツオブザトーキョー（主催ライブの東京編。2015年から年に一度都内ライブハウスにて開催）
- カラオケスナック素敵夢（2016年から主催しているイベント。ライブシアターなんば紅鶴にて月例開催）
- 爆笑！ドラゴンボール亭G（日本橋UPsにて月例開催されていたライブ。2023年10月28日を以て休止）
- ナイトオブコメディー（ヤング主催のお笑いライブ。ライヴ喫茶 亀にて月例開催）
- 千日前無名の会（2017年から主催している新ネタとラジオ公開収録のライブ）
- オオギリノライブ（トライアングル主催の大喜利ライブ。2023年3月8日を以て休止）
- 大喜利BAR（大喜利ライブ。ライブシアターなんば白鯨にて不定期開催）
- club pink flamingo（2019年から参加しているDJイベント。ライブシアターなんば紅鶴にて月例開催。休止中）
- 下-1グランプリ大阪場所（ハレンチ最低演芸悪夢の祭典。ロフトプラスワンウェストにて開催）
- マイルド軍団定例会（三浦マイルド主催のお笑いライブ）
- くそいろクリスマス〜聖なる夜の放送禁止ネタ祭り〜（三浦マイルド主催のお笑いライブ）